# Paisà (Film)
Paisà ist ein Episodenfilm des italienischen Neorealismus aus dem Jahr 1946. Regie führte Roberto Rossellini. Der Titel des Films leitet sich vom italienischen Wort paesano (Landsmann) ab. Während des Zweiten Weltkriegs wurden die Einwohner Italiens von den amerikanischen Soldaten als Paisàs bezeichnet.
Im Jahr 2008 wurde Paisà auf die offizielle, vom italienischen Kulturministerium gebilligte Liste „100 erhaltenswerte italienische Filme“ aufgenommen. Die 100 ausgewählten Filme entstanden zwischen 1942 und 1978 und haben das kollektive Gedächtnis Italiens maßgeblich geprägt.

## Handlung
Der Film spielt im deutsch-besetzten Italien kurz vor dem Ende des Zweiten Weltkriegs. Er zeigt die Befreiung des Landes durch alliierte Truppen (siehe dazu Landung auf Sizilien, Italienfeldzug) und gliedert sich in sechs Episoden von jeweils etwa zwanzig Minuten Länge. Die Reihenfolge der Episoden orientiert sich an der geographischen Lage ihrer Schauplätze von Süden nach Norden. Zwischen den einzelnen Abschnitten des Films sind authentische Wochenschau-Beiträge zum Vormarsch der US-Soldaten zu sehen.

### 1. Episode: Sizilien
Eine Gruppe US-Soldaten landet nachts auf der Insel Sizilien. Eine junge Italienerin namens Carmela zeigt ihnen den Weg durch ein Minenfeld zu einer verfallenen Burgruine, die den Deutschen als Quartier diente. Dort bleibt Joe, einer der GIs alleine mit der Frau zurück, während die anderen die Umgebung auskundschaften. Mit der Zeit kommen die beiden, trotz der Sprachbarriere, miteinander ins Gespräch und entwickeln Sympathie und Verständnis füreinander. Als Joe aus der Distanz von einem deutschen Soldaten erschossen wird, nimmt Carmela seine Waffe und schießt zurück. Daraufhin wird sie von den Deutschen auf Klippen gestürzt und stirbt. Die Amerikaner, die durch den Schuss aufmerksam geworden sind, sehen Joes Leiche und halten die Italienerin für die Verantwortliche.

### 2. Episode: Neapel
Die süditalienische Stadt Neapel steht unter der Kontrolle der Westalliierten. Ein afroamerikanischer Militärpolizist aus ärmlichen Verhältnissen namens Joe lernt, völlig betrunken, den italienischen Jungen Pasquale kennen. Er besucht mit ihm ein Puppentheater und erzählt Geschichten aus seiner Heimat. Als Joe seinen Rausch ausschläft, stiehlt Pasquale seine Stiefel, um sie auf dem Schwarzmarkt zu verkaufen. Einige Tage später trifft der Militärpolizist den Jungen zufällig auf der Straße, wo er dabei ist, einen Lastwagen zu plündern. Joe erkennt ihn, beschimpft ihn als Dieb und fordert seine Stiefel zurück. Er begleitet Pasquale zu dessen Haus und stellt erschüttert fest, dass der Junge, ähnlich wie er selbst, in einem Armutsviertel lebt. Pasquales Eltern sind bei einem alliierten Luftangriff ums Leben gekommen. Beschämt überlässt Joe dem Jungen die Stiefel.

### 3. Episode: Rom
In der befreiten Hauptstadt Rom nimmt die Italienerin Francesca einen betrunkenen amerikanischen Soldaten namens Fred mit auf ihr Zimmer, in der Hoffnung, durch Prostitution etwas Geld verdienen zu können. Dieser ist jedoch nicht interessiert und erzählt ihr stattdessen eine Geschichte. Kurz nach der Befreiung Roms habe er eine junge Italienerin kennengelernt und sich in sie verliebt. In den Wirren des Krieges verlor er sie jedoch aus den Augen. Diesen Verlust hat er noch nicht verwunden. Während der Soldat spricht, wird Francesca klar, dass sie die Frau ist, der er nachtrauert. Beide haben sich in der kurzen Zwischenzeit so sehr verändert, dass sie sich nicht wiedererkannten. Francesca gibt vor, die gesuchte Frau zu kennen, und lässt Fred einen Zettel mit ihrer Adresse zukommen. Dieser schenkt den Behauptungen der vermeintlichen Prostituierten jedoch keinen Glauben und verlässt mit seiner Einheit die Stadt. Am nächsten Tag wartet sie vor ihrer ehemaligen Wohnung vergeblich auf den Besuch des Geliebten.

### 4. Episode: Florenz
In der toskanischen Stadt Florenz toben heftige Gefechte zwischen deutschen Soldaten und amerikanischen Truppen, die von italienischen Partisanen unterstützt werden. Die amerikanische Krankenschwester Harriet erfährt, dass ihr Geliebter Lupo, ein Partisanenführer, am anderen Ufer des Flusses Arno schwer verwundet wurde. Fest entschlossen, ihn zu finden, unternimmt sie eine riskante Reise in den umkämpften Teil der Stadt. Auf ihrem Weg trifft sie mehrere Bekannte Lupos, die ihr helfen und den richtigen Weg zeigen. In Begleitung des Freiheitskämpfers Massimo erreicht sie schließlich ihr Ziel. Dort erfährt sie, dass Lupo gestorben ist. Sie hat ihr Leben also umsonst riskiert.

### 5. Episode: Romagna
Drei Militärgeistliche der US-Army suchen Unterkunft in einem italienischen Kloster, das friedlich und vom Krieg unberührt in den Bergen der Romagna liegt. Die Amerikaner Martin, Feldman und Jones nehmen am Leben der einheimischen Mönche teil und versorgen sie mit Nahrungsmitteln. Als sich einer der Mönche wundert, warum Feldman und Jones den Gebeten des Ordens fernbleiben, teilt Martin ihm mit, die beiden seien nicht katholisch, sondern jüdisch bzw. protestantisch. Entsetzt darüber, zwei Ungläubige in ihrer Mitte zu haben, beschließen die Klosterbrüder, zu fasten und für deren Seelen zu beten. Die drei Geistlichen glauben, das Fasten sei nur der Ausdruck des tiefen Glaubens der Mönche und zeigen sich beeindruckt. Martin preist diesen Glauben in einer sentimentalen Rede und verstößt damit gegen das Schweigegebot bei Tisch.

### 6. Episode: Die Po-Ebene
In der Po-Ebene verbünden sich US-Soldaten und italienische Partisanen, um die Deutschen gemeinsam zu bekämpfen. Auf ihrem Weg entlang des Flusses begegnen ihnen zahlreiche Gefahren. Als sie die Leiche eines Partisanen auf dem Wasser treiben sehen, gehen sie ein hohes Risiko ein, um die Leiche zu bergen. Bauern versorgen sie auf einem einsamen Hof mit Nahrungsmitteln und werden dafür von den Deutschen brutal umgebracht. Bevor es jedoch zu einem Gefecht kommen kann, werden die US-Soldaten und die Partisanen von Deutschen umstellt und gefangen genommen. Die Amerikaner werden gemäß den Vorschriften der Genfer Konventionen behandelt. Die Partisanen hingegen werden auf dem Rücken gefesselt und in den Fluss gestoßen. Als der US-Offizier Dale den Verbündeten zur Hilfe eilen will, wird er von einem Deutschen erschossen.

## Hintergrund/Dramaturgie
Der Film gilt als ein Hauptwerk des italienischen Neorealismus. Fast alle typischen Merkmale dieser Epoche sind in Paisà zu finden, so etwa die Aufteilung in mehrere, fragmentartige Episoden, die authentische und unverfälschte Darstellung tatsächlicher Ereignisse, der Verzicht auf Studioaufnahmen und künstliches Licht, die Besetzung mit Laiendarstellern (Carmela Sazio, die Hauptdarstellerin der ersten Episode, war Analfabetin) und das hohe Maß an Improvisation. Durch die realitäts- und auch zeitnahe Umsetzung des Themas, in Kombination mit echten Wochenschauausschnitten, besitzt der Film einen beinahe dokumentarischen Charakter. Gedreht wurde ausschließlich an Originalschausplätzen.
Paisà bildet den Mittelteil von Roberto Rossellinis Neorealistischer Trilogie über den Zweiten Weltkrieg (siehe auch Rom, offene Stadt, 1945 und Deutschland im Jahre Null, 1948). Am Drehbuch waren unter anderem Klaus Mann (2020 unter dem Titel Der Kaplan veröffentlicht) und Federico Fellini beteiligt.
Der Regisseur wollte in dem Film das Aufeinandertreffen verschiedener Kulturen und Mentalitäten (Italiener und Amerikaner) darstellen. Obwohl es viele Unterschiede zwischen den Nationalitäten gibt, zum Beispiel bezüglich der Auffassung von Religion und Toleranz (Episode V), lassen sich auch immer wieder Gemeinsamkeiten feststellen (Episode II). Doch spiegelt sich in vielen teils komischen Szenen oft sprachlich und kulturell bedingtes wechselseitiges Unverständnis, was von den Soldaten in keiner Weise reflektiert wird.
In den meisten Fällen stehen zwei Personen im Mittelpunkt der Geschichte. Eine Ausnahme bildet Episode V, die sich auch sonst merklich von den anderen unterscheidet. Sie zeichnet sich vor allem durch ihre ruhige und friedliche Stimmung aus und endet als einzige nicht in einer Tragödie. Die kontinuierliche Zeitachse, auf der die Episoden aufgereiht sind, erzählt nicht filmübergreifend „fortgesetztes Handeln von Personen, […] Sie ist mehr ein formaler Einfall für das gemeinsame Thema, die Begegnung der Italiener mit den Befreiern und gleichzeitigen Kriegsgegnern des faschistischen Italien.“ Die episodische Form des Films stimulierte weitere Episodenfilme wie L´amore in cittá (1953), Boccaccio 70 (1961), New York Stories (1989), Night on Earth (1991) und Short Cuts (1993). Das Klischee von den Amerikanern als Befreier wird jedoch vermieden.
Für die deutsche Erstveröffentlichung des Films im Jahr 1949 wurde die sechste Episode wegen ihrer Darstellung brutaler deutscher Wehrmachtssoldaten herausgeschnitten.

## Kritik
„Der Film bindet den Zuschauer an das Geschehen, dem er sich nicht entziehen kann – so wie die Personen im Film selbst durch die Umstände in die Wirren des Krieges gezogen werden und nicht wissen, was als nächstes geschieht.“

## Auszeichnungen und Nominierungen
- 1947: Nastro d’Argento des Italienischen Filmkritikerverbandes für den besten Film
- 1947: Nastro d’Argento des Italienischen Filmkritikerverbandes für die beste Regie (Robert Rossellini)
- 1947: Nastro d’Argento des Italienischen Filmkritikerverbandes für die beste Filmmusik (Renzo Rossellini)
- 1948: National Board of Review, Bester Film
- 1948: National Board of Review, Nennuung als einer der Top Ten Filme
- 1948: National Board of Review Award für die beste Regie (Roberto Rossellini)
- 1948: New York Film Critics Circle Award als Bester fremdsprachiger Film

- 1949: Nominierung für den British Academy Film Award in der Kategorie Bester Film
- 1950: Oscar-Nominierung für das beste Originaldrehbuch